# Belippo
Belippo Simon, 1910 è un genere di ragni appartenente alla famiglia Salticidae.

## Distribuzione
Le 7 specie oggi note di questo genere sono diffuse in Africa centrale: ben 3 di esse sono endemiche dell'isola São Tomé.

## Tassonomia
A dicembre 2010, si compone di sette specie:
- Belippo anguina Simon, 1910[2] — São Tomé
- Belippo calcarata (Roewer, 1942) — Bioko (Golfo di Guinea), Angola, Congo
- Belippo cygniformis Wanless, 1978 — Ghana
- Belippo ibadan Wanless, 1978 — Nigeria
- Belippo milloti (Lessert, 1942) — Congo
- Belippo nexilis (Simon, 1910) — São Tomé
- Belippo viettei (Kraus, 1960) — São Tomé